# Station Coevorden
Station Coevorden is een Nederlands spoorwegstation in de Drentse stad Coevorden. Het station ligt aan de spoorlijn van Zwolle naar Emmen, die vroeger doorliep naar Stadskanaal.  Het eerste baanvak Zwolle – Coevorden werd op 1 juli 1905 geopend, het tweede deel op 1 november 1905. De exploitant was toen de Noordoosterlocaalspoorweg-Maatschappij (NOLS).
Het huidige stationsgebouw van Coevorden heeft één voorganger gehad, van het type standaardstation NOLS eerste klasse naar ontwerp van de Amsterdamse architect Eduard Cuypers. Van dit type zijn er twee gebouwd, station Veendam bestaat nog. Het was een stationsgebouw met een bovenwoning voor de stationschef, wachtruimten en een goederen loods. Vanwege de erbarmelijke staat waarin het gebouw eind jaren zeventig verkeerde, werd het gesloopt en vervangen door een simpel, maar functioneel gebouw.

## Beschrijving
Het huidige gebouw kenmerkt zich door een massief houten dak. Het ontwerp heeft veel overeenkomsten met het dak van station Emmen (in 1965 opgeleverd) en station Gorinchem. Het stationsgebouw bestaat eigenlijk uit twee losse gebouwen met een gemeenschappelijk dak. Het gebouw aan de zijde Emmen gebruikt de kap als dak, terwijl het andere een 'eigen' dak heeft met daarboven een overkapping. Tussen de gebouwtjes ligt een passage om het perron te bereiken.
De stationsfunctie ging in 2004 verloren, zoals bij meer kleine stations. De kiosk aan de zijde Zwolle was al veel eerder gesloten. De loketfunctie werd overgenomen door een eetcafé met cafetaria in het station, dat inmiddels is gestopt. De loketfunctie bestaat niet meer en anno 2024 zit een vestiging van een fastfoodketen in het station.
In 2020 werd een onderdoorgang gerealiseerd naar de wijk De Holwert.

## Tramstations

### Coevorden DSM
Coevorden DSM was het station dat werd geëxploiteerd door de Dedemvaartsche Stoomtramweg-Maatschappij. Het gebouw bestaat nog steeds, maar is niet meer als zodanig in gebruik. Het station werd in 1897 geopend als eindpunt van de stoomtramlijn uit Zwolle via Dedemsvaart. Deze lijn werd in 1899 verlengd naar het Amsterdamscheveld en bereikte in 1907 Ter Apel. Zowel personen als goederen werden vervoerd met de stoomtram. In 1936 fuseerde de DSM met de Eerste Drentsche Stoomtramweg-Maatschappij (EDS). Het beheer en de exploitatie van de stoomtramlijnen werden overgelaten aan de EDS. Ook de tramlijn Assen - Coevorden van de EDS werd dan naar het DSM-station geleid. Op de lijnen bestond alleen nog goederenvervoer. Het tramnetwerk leefde weer op in de Tweede Wereldoorlog, maar na de bevrijding zakte het weer in. In 1947-1948 sloot ook de tramlijn door Coevorden en werd ze opgebroken.

### Coevorden EDS
De Eerste Drentsche Stoomtramweg-Maatschappij (EDS) exploiteerde van 1918 tot 1947 een stoomtramlijn van Coevorden naar Assen. Deze lijn had van 1922 tot 1936 een eigen station aan de Stationsstraat. Na de fusie van de EDS met de DSM werd de tramlijn verlegd naar het DSM-station en werd het eigen spooremplacement verwijderd. Het stationsgebouw is nog steeds aanwezig aan de Stationsstraat 34-36.

## Bentheimer Eisenbahn
De Bentheimer Eisenbahn verzorgde van 1910 tot 1939 het reizigersvervoer tussen Coevorden en het Duitse Neuenhaus. Sindsdien wordt de spoorlijn gebruikt voor het goederenverkeer, met een korte onderbreking tussen 1945 en 1950. Het rangeerterrein van Coevorden is in gebruik bij de Bentheimer Eisenbahn AG, die de goederenlijn naar Bad Bentheim exploiteert. In 2019 heropende de Bentheimer Eisenbahn de reizigersdienst tussen station Neuenhaus en Bad Bentheim; er worden voorbereidingen getroffen voor de reactivering van het reizigersvervoer tussen Coevorden en Neuenhaus. Volgens plan zal daardoor vanaf 2026 een rechtstreekse verbinding met station Bad Bentheim bestaan.

## Verbindingen
In de dienstregeling van 2025, ingegaan op 15 december 2024, stoppen op dit station de volgende treinseries:
| Serie       | Treinsoort         | Route                                   | Bijzonderheden                                         |
| ----------- | ------------------ | --------------------------------------- | ------------------------------------------------------ |
| 3800 RE 20  | Sneltrein (Arriva) | Zwolle – Mariënberg – Coevorden – Emmen | Onderdeel van Blauwnet. 1x per uur.                    |
| 13800 RE 20 | Sneltrein (Arriva) | Zwolle – Coevorden – Emmen              | Onderdeel van Blauwnet. Rijdt alleen tijdens de spits. |
| 8000 RS 20  | Stoptrein (Arriva) | Zwolle – Mariënberg – Coevorden – Emmen | Onderdeel van Blauwnet. 1x per uur.                    |

Daarnaast halteren op het gelijknamige busstation de volgende buslijnen:
- lijn 25: Coevorden - Wachtum - Oosterhesselen - Meppen - Zweeloo (beperkt aantal ritten)
- lijn 33: Coevorden - Steenwijksmoer - Nieuwe Krim - Dalerpeel - Nieuwlande - Hoogeveen
- lijn 94: Coevorden - Schoonebeek - Nieuw-Schoonebeek - Weiteveen - Klazienaveen - Nieuw-Dordrecht - Emmen
- lijn 129: Coevorden - Slagharen - Dedemsvaart
- lijn T11: Emlichheim - Volzel - Vorwald - Laar - Eschebrügge - Coevorden

## Fotogalerij

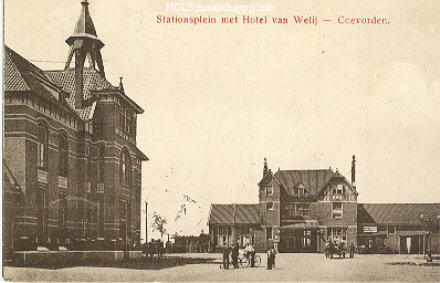
Station Coevorden in 1921
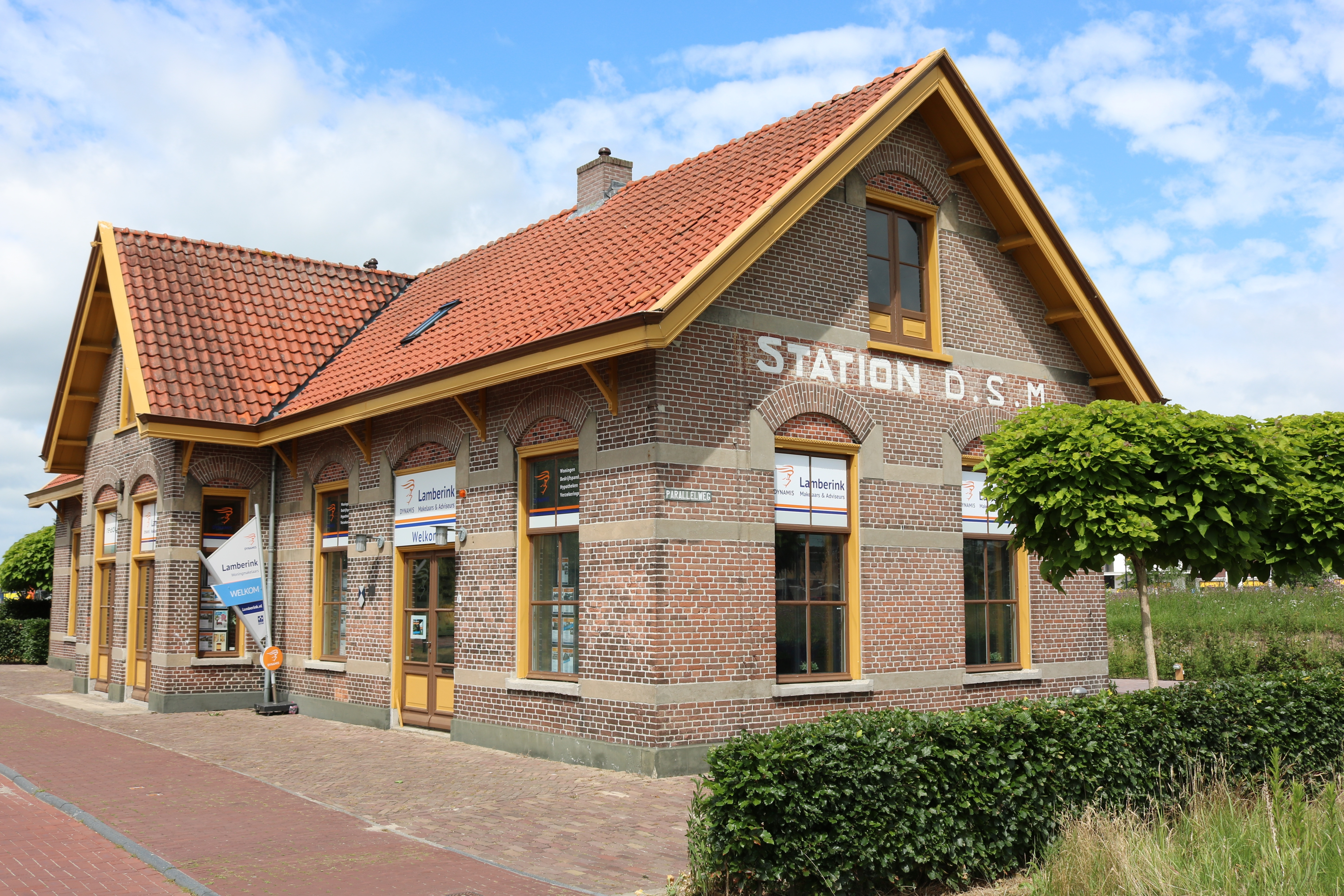
Voormalig tramstation van de Dedemvaartsche Stoomtramweg-Maatschappij (DSM)
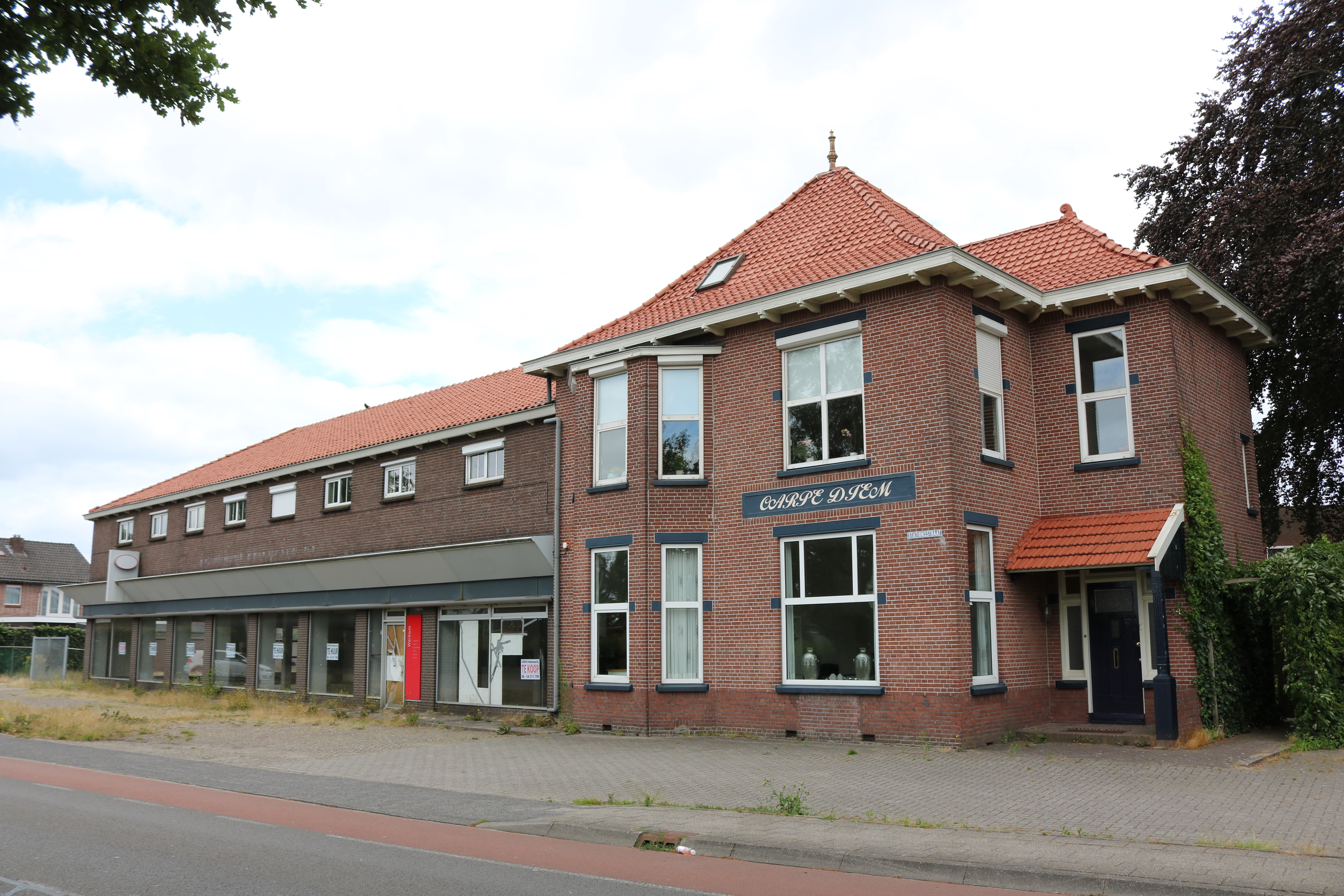
Voormalig tramstation van de Eerste Drentsche Stoomtramweg Maatschappij (EDS)
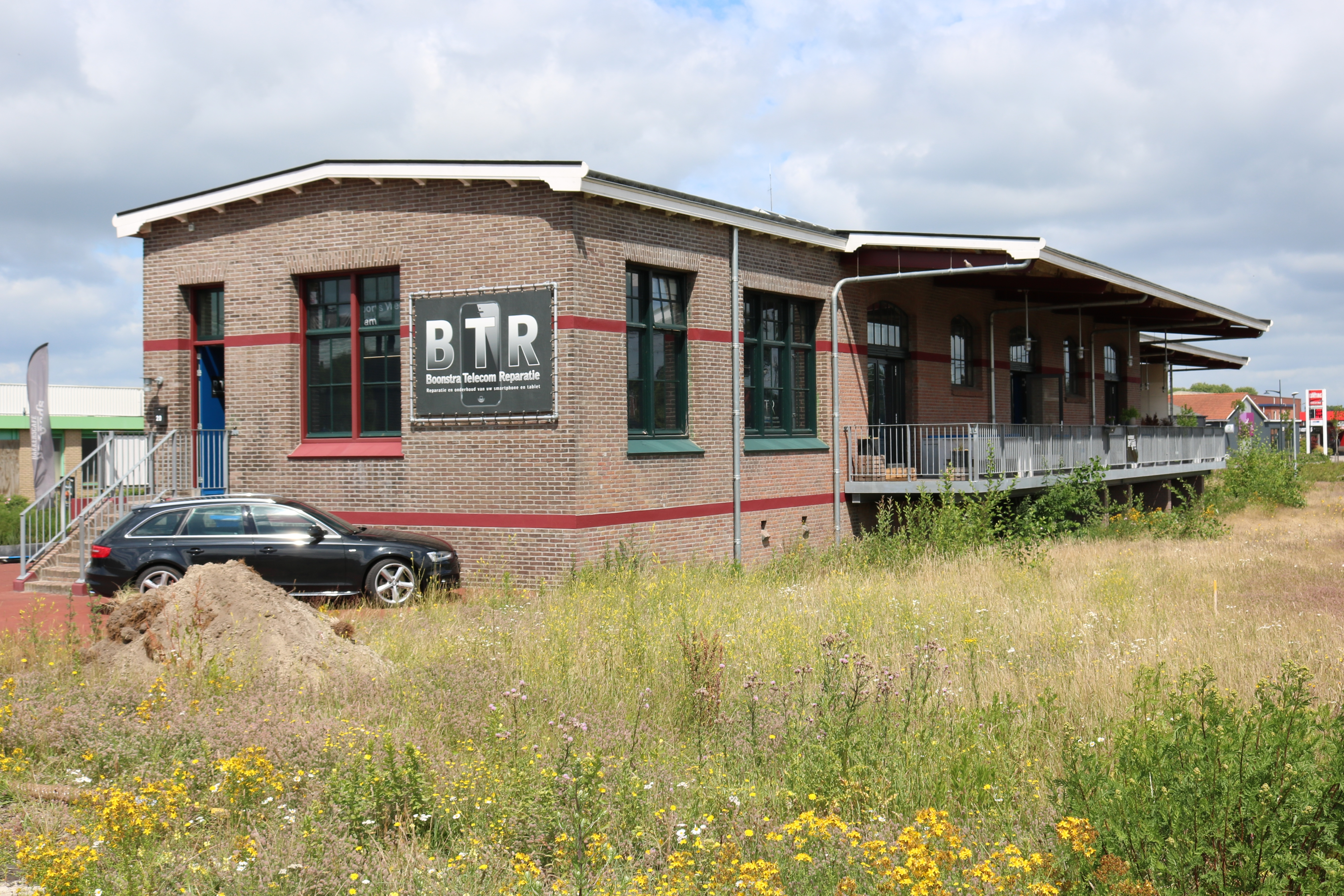
Goederen- en douaneloods
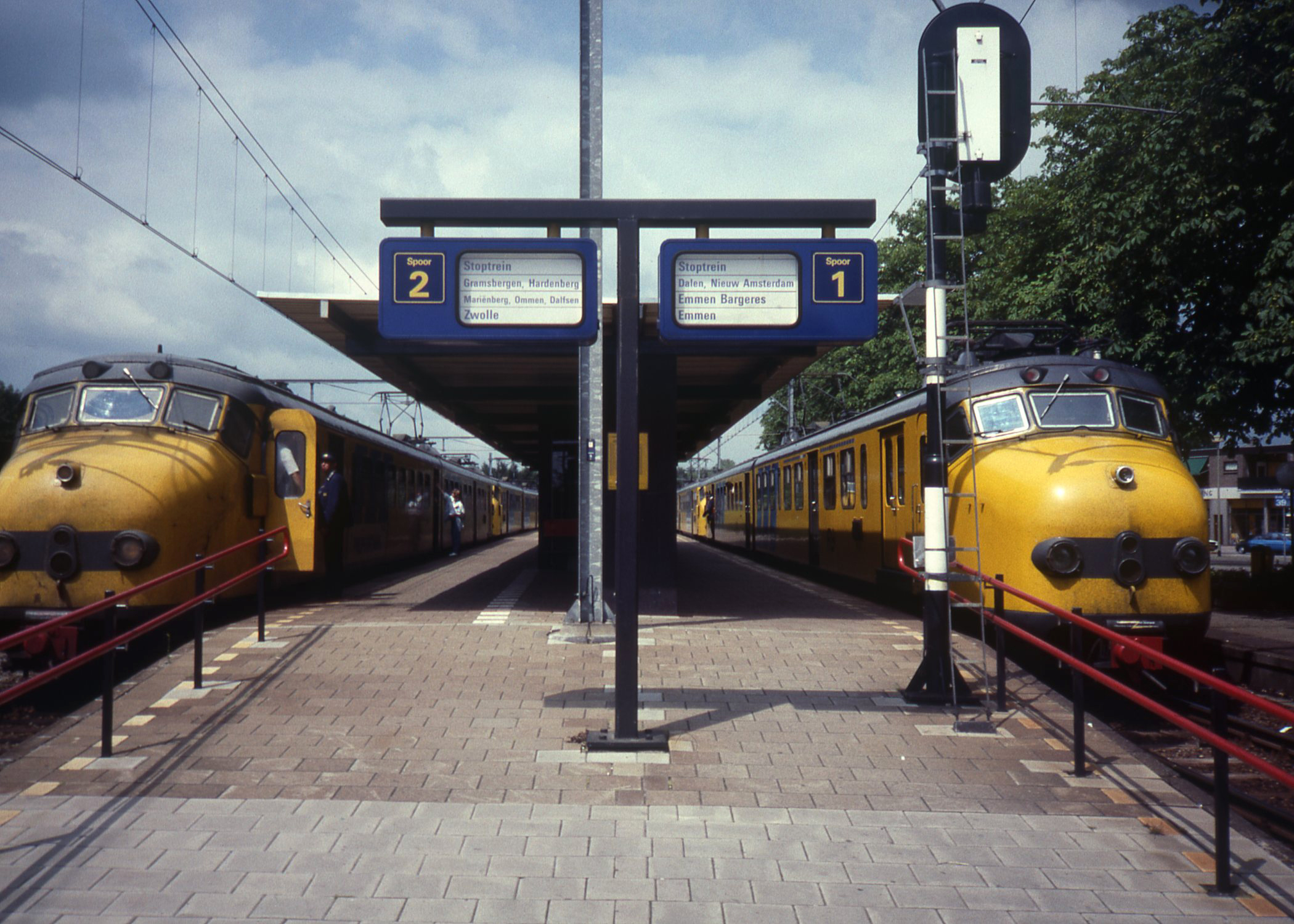
Tweemaal een treinstel Mat '54 op het station
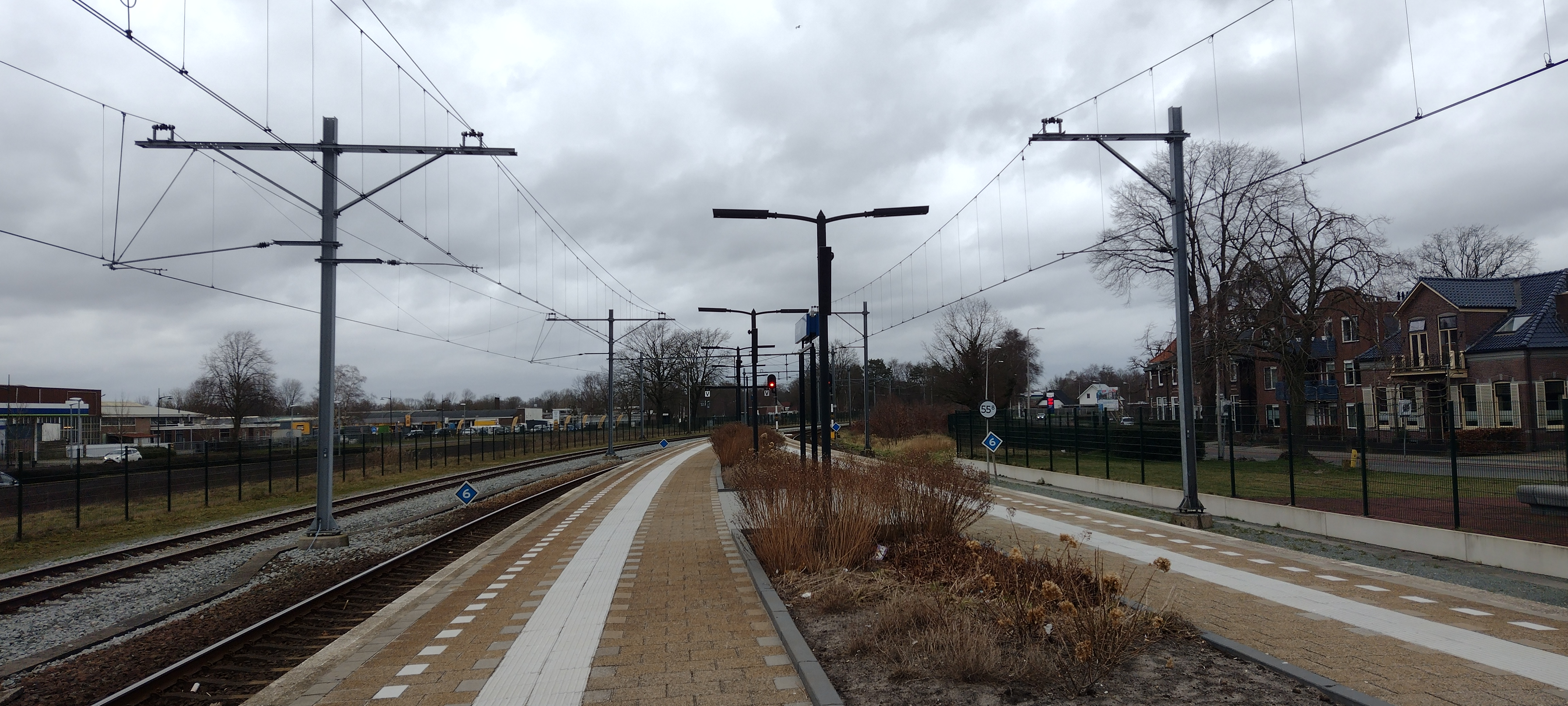
Perron

0: Zwolle ·
5: Herfte-Veldhoek ·
8: Marshoek-Emmen ·
12: Dalfsen ·
15: Rechteren ·
19: Vilsteren ·
23: Ommen ·
25: Sterkamp ·
29: Junne ·
31: Beerze ·
34: Mariënberg ·
37: Bergentheim ·
Brucht ·
42: Hardenberg ·
45: Baalder-Radewijk ·
48: Gramsbergen ·
50: De Haandrik ·
55: Coevorden ·
59: Dalen ·
62: Dalerveen ·
66: Nieuw Amsterdam ·
70: Emmen Zuid ·
71: Emmen Bargeres ·
72: Zuidbarge ·
75: Emmen ·
79: Weerdinge ·
82: Valthe ·
87: Exloo ·
93: Buinen ·
95: Drouwen ·
100: Gasselternijveen ·
103: Tweede Dwarsdiep ·
107: Stadskanaal
Assen ·
Beilen ·
Coevorden ·
Dalen ·
Emmen ·
-Zuid ·
Hoogeveen ·
Meppel ·
Nieuw Amsterdam

Zie ook: lijst van voormalige spoorwegstations in Drenthe